# Lady Byng Memorial Trophy

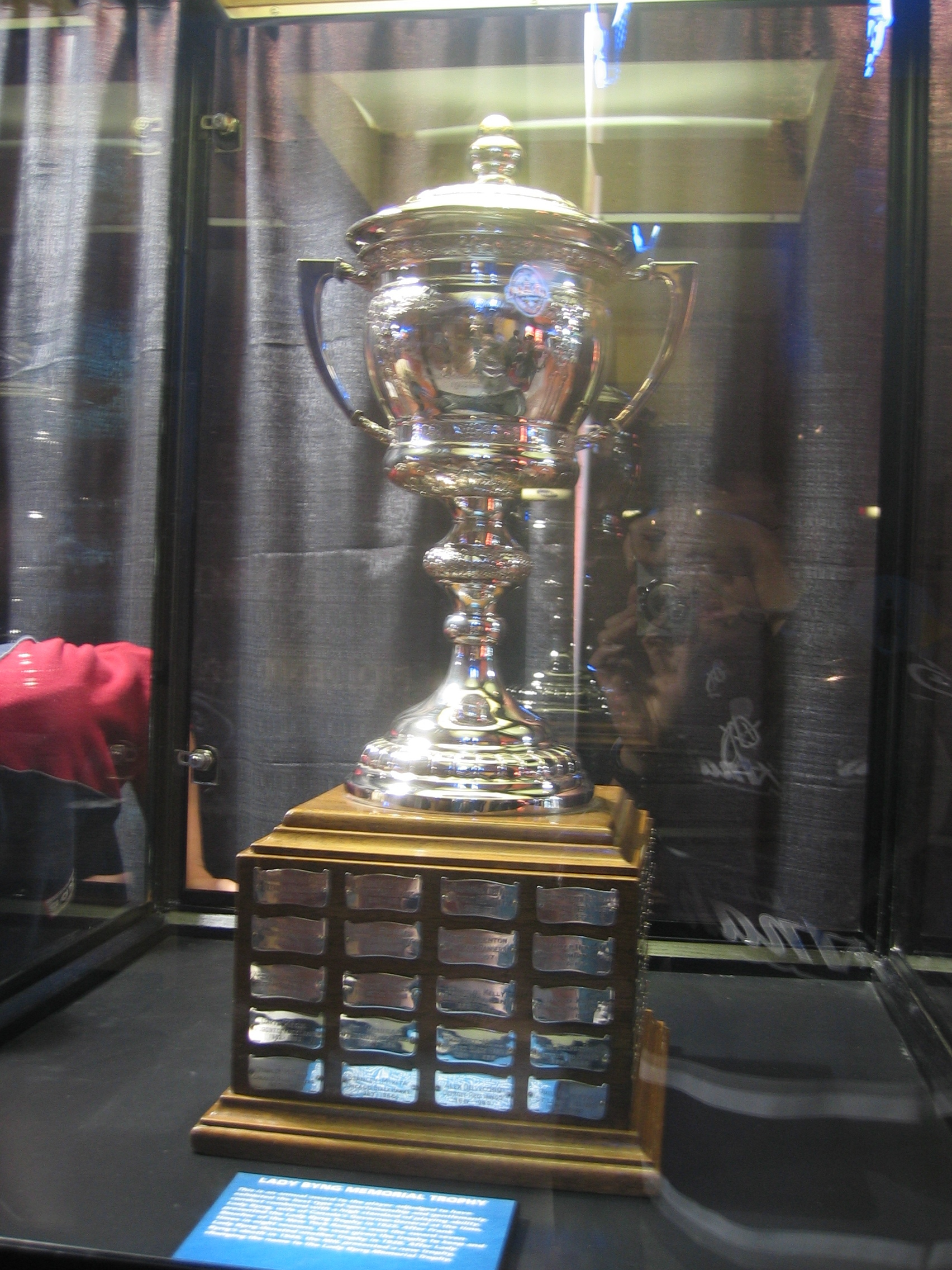
Lady Byng Memorial Trophy

De Lady Byng Memorial Trophy wordt ieder jaar uitgereikt aan de ijshockeyspeler in de National Hockey League met de meeste sportiviteit gecombineerd met kwaliteit en grote prestaties op het ijs.
De prijs is vernoemd naar lady Byng, de vrouw van lord Byng, een oud-gouverneur-generaal van Canada. Beide waren groot ijshockeyfan en na de dood van haar man gaf Lady Byng de Lady Byng Trophy in 1925 aan de NHL. Ze was namelijk voorstander van fair play. Nadat Frank Boucher de Lady Byng Trophy zeven keer in acht jaar gewonnen had, mocht hij hem houden. Lady Byng schonk in 1936 een nieuwe beker aan de NHL. Na haar dood in 1949 werd de prijs omgedoopt in de Lady Byng Memorial Trophy.
Achter Frank Boucher is Wayne Gretzky recordhouder met vijf overwinningen. 

## Winnaars
| Jaar | Speler                       | Leeftijd | Positie | Club                    | Aantal keer gewonnen |
| ---- | ---------------------------- | -------- | ------- | ----------------------- | -------------------- |
| 2018 | William Karlsson             | 25       | C       | Vegas Golden Knights    | 1                    |
| 2017 | Johnny Gaudreau              | 23       | LW      | Calgary Flames          | 1                    |
| 2016 | Anze Kopitar                 | 28       | C       | Los Angeles Kings       | 1                    |
| 2015 | Jiri Hudler                  | 31       | C       | Calgary Flames          | 1                    |
| 2014 | Ryan O'Reilly                | 22       | C       | Colorado Avalanche      | 1                    |
| 2013 | Martin St. Louis             | 37       | RW      | Tampa Bay Lightning     | 3                    |
| 2012 | Brian Campbell               | 32       | D       | Florida Panthers        | 1                    |
| 2011 | Martin St. Louis             | 35       | RW      | Tampa Bay Lightning     | 2                    |
| 2010 | Martin St. Louis             | 34       | RW      | Tampa Bay Lightning     | 1                    |
| 2009 | Pavel Datsyuk                | 30       | C       | Detroit Red Wings       | 4                    |
| 2008 | Pavel Datsyuk                | 29       | C       | Detroit Red Wings       | 3                    |
| 2007 | Pavel Datsyuk                | 28       | C       | Detroit Red Wings       | 2                    |
| 2006 | Pavel Datsyuk                | 27       | C       | Detroit Red Wings       | 1                    |
| 2005 | Geen winnaar door de staking |          |         |                         |                      |
| 2004 | Brad Richards                | 23       | C       | Tampa Bay Lightning     | 1                    |
| 2003 | Aleksandr Mogilny            | 33       | RW      | Toronto Maple Leafs     | 1                    |
| 2002 | Ron Francis                  | 38       | C       | Carolina Hurricanes     | 3                    |
| 2001 | Joe Sakic                    | 31       | C       | Colorado Avalanche      | 1                    |
| 2000 | Pavol Demitra                | 25       | RW      | St. Louis Blues         | 1                    |
| 1999 | Wayne Gretzky                | 38       | C       | New York Rangers        | 5                    |
| 1998 | Ron Francis                  | 34       | C       | Pittsburgh Penguins     | 2                    |
| 1997 | Paul Kariya                  | 22       | LW      | Mighty Ducks of Anaheim | 2                    |
| 1996 | Paul Kariya                  | 21       | LW      | Mighty Ducks of Anaheim | 1                    |
| 1995 | Ron Francis                  | 31       | C       | Pittsburgh Penguins     | 1                    |
| 1994 | Wayne Gretzky                | 33       | C       | Los Angeles Kings       | 4                    |
| 1993 | Pierre Turgeon               | 23       | C       | New York Islanders      | 1                    |
| 1992 | Wayne Gretzky                | 31       | C       | Los Angeles Kings       | 3                    |
| 1991 | Wayne Gretzky                | 30       | C       | Los Angeles Kings       | 2                    |
| 1990 | Brett Hull                   | 25       | RW      | St. Louis Blues         | 1                    |
| 1989 | Joe Mullen                   | 31       | RW      | Calgary Flames          | 2                    |
| 1988 | Mats Naslund                 | 28       | LW      | Montreal Canadiens      | 1                    |
| 1987 | Joe Mullen                   | 29       | RW      | Calgary Flames          | 1                    |
| 1986 | Mike Bossy                   | 29       | RW      | New York Islanders      | 3                    |
| 1985 | Jari Kurri                   | 25       | RW      | Edmonton Oilers         | 1                    |
| 1984 | Mike Bossy                   | 27       | RW      | New York Islanders      | 2                    |
| 1983 | Mike Bossy                   | 26       | RW      | New York Islanders      | 1                    |
| 1982 | Rick Middleton               | 28       | RW      | Boston Bruins           | 1                    |
| 1981 | Rick Kehoe                   | 29       | RW      | Pittsburgh Penguins     | 2                    |
| 1980 | Wayne Gretzky                | 19       | C       | Edmonton Oilers         | 1                    |

Eastern Conference
Western Conference
Stanley Cup · Clarence S. Campbell Bowl · Prince of Wales Trophy · Presidents' Trophy · Hart Memorial Trophy · Lester B. Pearson Award · Conn Smythe Trophy · Art Ross Memorial Trophy · Maurice Richard Trophy · Calder Memorial Trophy · James Norris Memorial Trophy · Frank J. Selke Trophy · NHL plus/minus Award · Bill Masterton Memorial Trophy · Lady Byng Memorial Trophy · King Clancy Memorial Trophy · Mark Messier Leadership Award · Vezina Trophy · Roger Crozier Saving Grace Award · William M. Jennings Trophy · Jack Adams Award · Lester Patrick Trophy